# طرح ابتکاری میلیون درخت

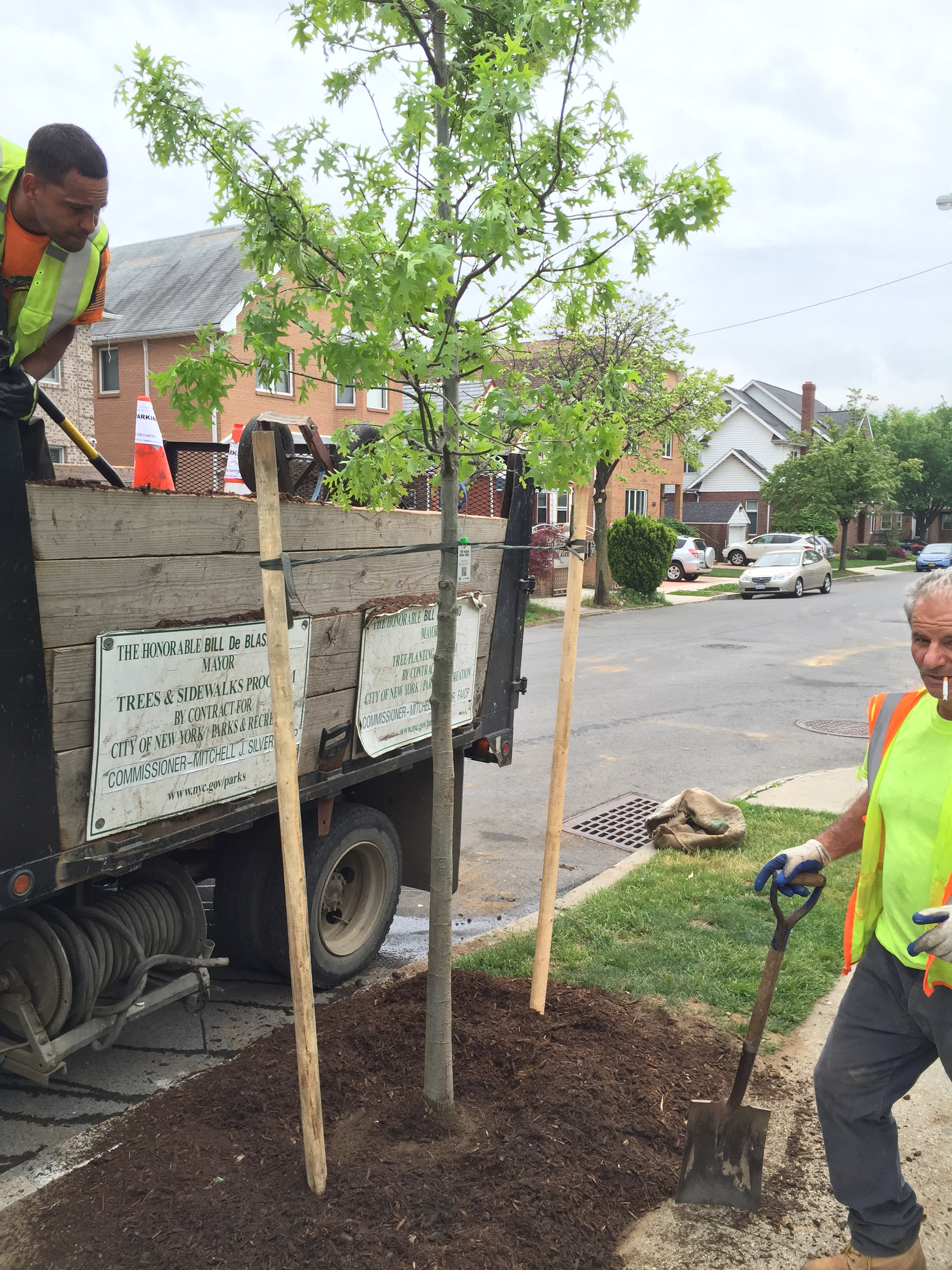

طرح «یک میلیون درخت» به پروژه‌های زیست‌محیطی در حال انجامی اشاره دارد که چندین شهر به صورت جداگانه به آنها متعهد شده‌اند و هدف آنها گسترش جنگل‌داری شهری از طریق کاشت یک میلیون درخت است. این ابتکار بخشی از یک جنبش جهانی پیشرفته است که نه تنها قصد دارد برای کاهش تغییرات اقلیمی اقدام کند، بلکه قصد دارد هم گرمای شهری را کاهش دهد و هم کیفیت هوا را در بسیاری از مناطق افزایش دهد. شهرهایی که در حال حاضر در این طرح مشارکت دارند عبارتند از: لس‌آنجلس، دنور، نیویورک، شانگهای، لندن، انتاریو و امهرست، نیویورک. انگیزه مشترک بین این شهرهای شرکت‌کننده، طبق بیانیه‌های مأموریت آنها، کاهش دی‌اکسید کربن در هوا برای کاهش اثرات گرمایش جهانی است. فراتر از این مزایای زیست‌محیطی، این تلاش‌ها برای کاشت درختان، نشانه‌ها و تأثیراتی را نیز در مورد تنوع زیستی، بهبود سلامت عمومی و تقویت توسعه پایدار شهری نشان می‌دهد.

## تاریخچه
در ماه مه ۲۰۰۶، شهردار آنتونیو ویلارایگوسا، طرح «میلیون درخت» در لس‌آنجلس را به یکی از وعده‌های انتخاباتی خود تبدیل کرد. این طرح برای کاشت درختان بین سال‌های ۲۰۰۶ تا ۲۰۱۰ برنامه‌ریزی شده بود و انتظار می‌رفت که این درختان مزایای زیست‌محیطی داشته باشند و پیش‌بینی می‌شد که تا سال ۲۰۴۰ به رشد خود ادامه دهند. این کمپین مهم است و می‌تواند جنگل‌های شهری را به عنوان بخشی از زیرساخت که می‌تواند به شهرها در کاهش آلودگی محیط زیستشان کمک کند، افزایش دهد. هدف از این ابتکار همچنین کاهش انتشار گازهای گلخانه‌ای و صرفه‌جویی در مصرف انرژی خواهد بود. پروژه لس‌آنجلس با ترکیبی از پول فدرال و بودجه شهرداری، خیریه‌ها و کمک‌های شرکتی تأمین مالی می‌شود. این یکی از چهل برنده از بین ۲۰۰ نامزد دریافت جایزه محیط زیست آژانس حفاظت از محیط زیست ایالات متحده (EPA) در سال ۲۰۰۹ بود.
طرح «مایل‌های میلیون»، ابتکاری که توسط شهردار وقت، جان هیکنلوپر، آغاز شد، برنامه‌ای مشابه در دنور، کلرادو است. این موضوع توسط هیکنلوپر در سخنرانی سالانه‌اش در مورد وضعیت شهر در سال ۲۰۰۶ اعلام شد. این ابتکار به کاشت این درختان در جنگل‌های لس‌آنجلس و حتی شهرهای دیگری مانند نیویورک کمک کرد.

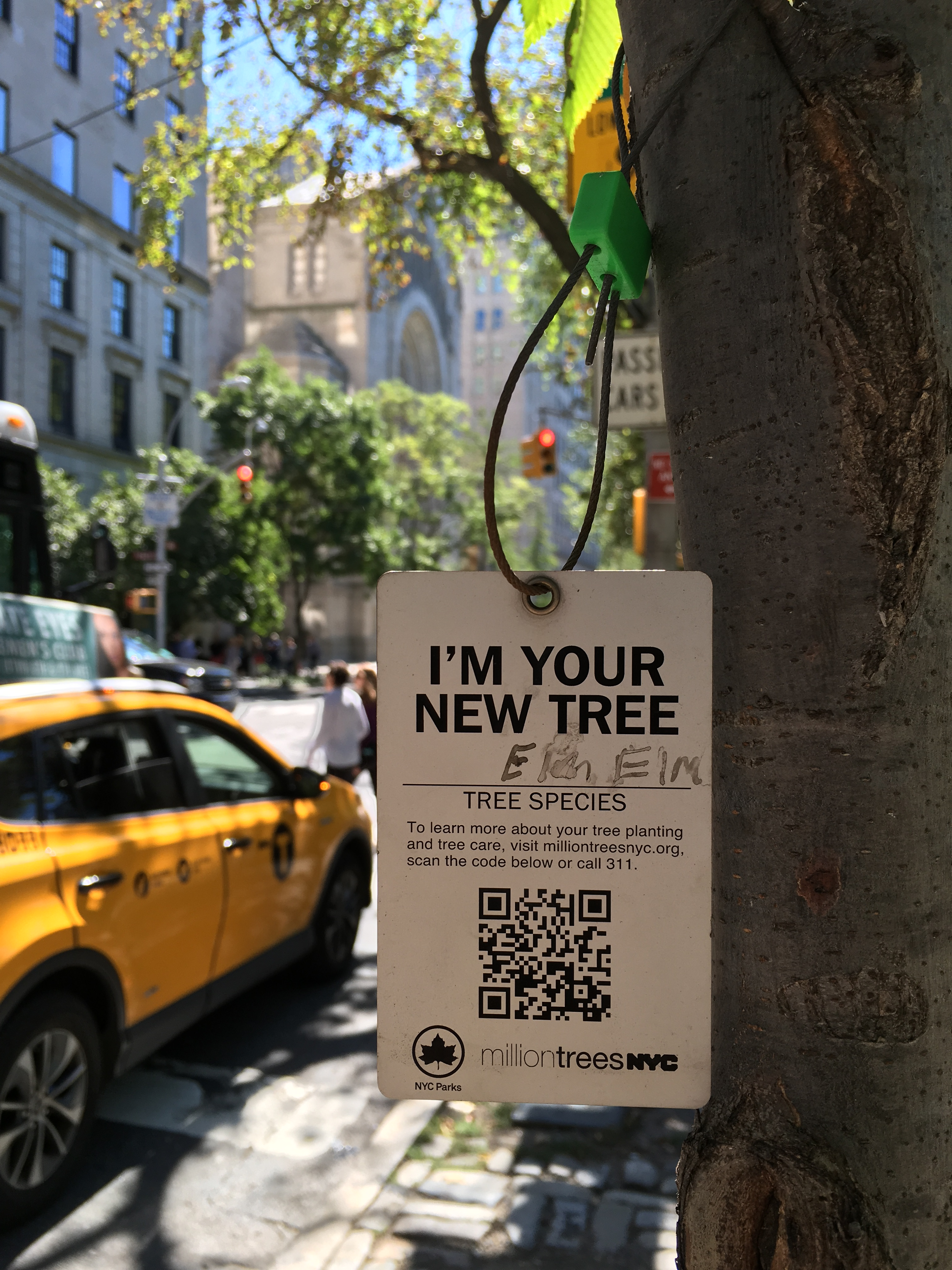
کد کیوآر کد برچسب درخت نیویورک

در ۲۲ آوریل ۲۰۰۷، شهردار مایکل بلومبرگ از اهداف کاشت یک میلیون درخت تا سال ۲۰۱۷ به عنوان بخشی از، طرحی که برای پایداری شهر نیویورک طراحی شده است، رونمایی کرد. در همان سال، چین برنامه کاشت درخت خود را برای شانگهای آغاز کرد، با همان هدف برای یک میلیون درخت. پس از آن، لندن برنامه ابتکاری یک میلیون درخت را نیز در سال ۲۰۱۱ آغاز کرد.

## کاشت درخت، فرایند و نگهداری
فرایند برنامه‌ریزی شامل دولت‌های محلی شهر، سازمان‌های مردم‌نهاد، کسب‌وکارها و سازمان‌های غیرانتفاعی جامعه می‌شود. متخصصان محیط زیست، بوم‌شناسان و برنامه‌ریزان شهری نیز در این ابتکار مشارکت داشته‌اند. طرح یک میلیون درخت، با یکی از مراحل کاشت درخت در مناطق مسکونی محلی، پارک‌های شهری و سایر مناطق طبیعی آغاز شد. کار و نگهداری بین افرادی که موافقت کرده‌اند در آن مناطق یا نزدیک آن مناطق زندگی کنند، توزیع می‌شود تا با کمک، مراقبت و نگهداری از درختان مشارکت کنند. بسیاری از مواد و ملزومات کاشت درختان توسط دولت‌های محلی و سازمان‌های درگیر تأمین می‌شود.
نظارت و پیگیری مداوم رشد و سلامت درختان برای تضمین موفقیت آنها بسیار مهم است. برخی برنامه‌ها شامل ارزیابی‌های منظم برای سنجش اثربخشی ابتکار عمل هستند. از برچسب‌های درخت با کدهای کیوآر کد برای شناسایی گونه درخت، پیمانکار، تاریخ کاشت، کمبودها و زمان‌های آبیاری برای پرداخت هزینه استفاده می‌شود. درختان همچنین در یک سیستم نقشه‌برداری سامانه اطلاعات جغرافیایی ردیابی می‌شوند و توسط کارکنان برای مکان‌یابی سریع و مسیریابی به مکان‌های مشخص‌شده در صورت نیاز استفاده می‌شوند. از آنجایی که بلوغ درختان بر اثربخشی هدف آنها تأثیر می‌گذارد، این درختان باید برای دوره‌هایی از زمان نگهداری می‌شدند تا هدف این ابتکار موفقیت‌آمیز باشد. برای تضمین موفقیت بلندمدت این ابتکار، تلاش‌های مداوم می‌تواند شامل نگهداری منظم، کاشت درخت بیشتر و تطبیق استراتژی‌ها برای رسیدگی به شرایط متغیر محیطی باشد.
راهکارهای مدیریت داده‌های درختی و نقشه‌برداری که توسط Nektar.io از ادمونتون کانادا ارائه می‌شود.

## تأثیر زیست‌محیطی و سیاسی
این طرح یک میلیون درخت همچنین به عنوان نمایشی از چگونگی پیشرفت دولت برای حل پایداری شهری و همچنین مشکلات تغییرات اقلیمی جهانی دیده می‌شود. دولت‌های محلی مانند لس‌آنجلس و نیویورک سیتی، این پروژه‌ها را برای کمک به کاهش انتشار کربن، هوای پاک و مبارزه با جزایر گرمایی شهری با کاشت انبوه درخت اجرا کردند. چنین برنامه‌هایی به‌طور جدایی‌ناپذیری با اهداف زیست‌محیطی بزرگ‌تری مانند اهداف اقلیمی کالیفرنیا و نیویورک، که تلاشی فراگیر برای مقاوم‌تر کردن شهر در برابر اثرات اقلیمی است، مرتبط هستند. آنها همچنین اهمیت سیاسی رو به رشد راه‌حل‌های مبتنی بر طبیعت برای حکومتداری شهری را نشان می‌دهند، و دولت‌های شهری نقش عمده‌ای در حکومتداری جهانی محیط زیست ایفا می‌کنند. در حالی که آنها با چالش‌های مشابهی در زمینه بودجه و مخالفت سیاسی روبرو هستند، به عنوان نمونه‌های کوچکی از همکاری بین ابتکارات محلی، فدرال و خصوصی در نظر گرفته می‌شوند.
طرح یک میلیون درخت همچنین تأثیرات جهانی داشته است و یک نمونه آن توافق‌نامه پاریس است. این توافق‌نامه به شناسایی شهرهایی که در تلاش‌های جهانی و کاهش انتشار کربن و ردپای کربن نقش دارند، کمک می‌کند. سرمایه‌گذاری روی این درختان همچنین به شهرها کمک می‌کند تا با افزایش دما، صرفه‌جویی در مصرف انرژی، کاهش آلودگی هوا و آب و افزایش ارزش املاک، بهتر سازگار شوند. برخی از مزایای اجتماعی-اقتصادی کاشت درخت این است که مردم می‌توانند به عنوان یک جامعه گرد هم آیند و فضاهای عمومی را بهبود بخشند و این حتی می‌تواند مشاغل سبز را ترویج دهد و مردم را به مشارکت بیشتر در جنبش‌ها و بودجه‌های اقلیمی ترغیب کند.

## تأثیر آب و هوا و اثرات بلندمدت
طرح یک میلیون درخت همچنین از بسیاری جهات تأثیر قابل توجهی بر آب و هوا داشته است. یک راه از طریق فرآیندی است که در آن درختان عملی را انجام می‌دهند که به عنوان جذب‌کننده کربن شناخته می‌شود. این فرایند زمانی اتفاق می‌افتد که یک درخت دی‌اکسید کربن را از جو جذب کرده و آن را در زیست توده خود ذخیره می‌کند. همچنین مشخص شده است که درختان انتشار گرما را کاهش می‌دهند و منبع خنک‌کننده مفیدی هستند. سایه درختان و کاهش دما، هر دو، بیش از ۱۰۰۰۰۰ مگاوات ساعت برق را در بسیاری از مناطق محلی برای سال‌های متمادی کاهش دادند. این تغییرات بهبود یافته همچنین به کاهش بیش از ۱۰۰۰۰۰ تن انتشار کربن جلوگیری شده کمک کرده است.
درختان نه تنها از طریق فرایند فتوسنتز کیفیت هوا را بهبود می‌بخشند، بلکه مطالعات نشان داده‌اند که تنها در حدود یک سال، یک درخت بالغ می‌تواند نیم تن دی‌اکسید کربن را جذب کند. سلامت اکوسیستم نیز می‌تواند بهبود یابد. زیرا با کاشت درختان بیشتر، تنوع زیستی نوع درختان مورد استفاده می‌تواند افزایش یابد و میزان بقای حیات وحش به دلیل طیف وسیع‌تری از زیستگاه‌ها و بهبود کیفیت آب و هوا افزایش یابد.